# Иван Гризанов
Иван Николов Гризанов е български инженер и политик от БСП. Народен представител от парламентарната група на Коалиция за България в XL Народно събрание. Владее руски и румънски език.

## Биография
Иван Гризанов е роден на 25 юни 1957 година в град Видин.
На парламентарните избори в България през 2005 е избран за народен представител от листата на Коалиция за България в 6 МИР Враца. В правителството на Сергей Станишев е:
- Член на Комисията по въпросите на децата, младежта и спорта (2005 – 2009)
- Заместник-председател на Комисията по енергетиката (2005 – 2009)